# Sein letzter Seitensprung
Sein letzter Seitensprung ist ein deutsches Stummfilmlustspiel aus dem Jahre 1918 von und mit Viggo Larsen.

## Handlung
Eigentlich ist das Glück der Eheleute Sentheim perfekt. Selbst die Schwiegermutter ist kein Störfaktor in der Beziehung von Fritz zu seiner Gattin Luise. Doch als ihn eines Abends seine Freunde im Club dazu anstacheln, mal einen Seitensprung zu wagen, um seinem Leben neue Würze zu geben, beginnt Fritzens Unglück. Und so nimmt er Kontakt zu einer jungen Dame auf, die eine Anzeige in einer entsprechenden Rubrik einer Zeitung geschaltet hat. Um sich keine Blöße zu geben, signiert Fritz seine Antwort mit „Zickendraht“, dem Nachnamen seines Nachbarns. Damit beginnt der große Schlamassel, denn die avisierte Dame ist die Frau des örtlichen Gefängnisdirektors, und der sieht es nicht nur höchst ungern, wenn jemand mit seiner Gattin anbandelt, sondern der weiß auch ein sicheres Plätzchen in seinem Bau für derlei freche Schlawiner, die ihm Hörner aufsetzen wollen.
Luise Sentheim weiß derweil die vorübergehende Abwesenheit des treulosen, auf fremden Pfaden lustwandelnden Gatten für sich zu nutzen und begibt sich auf den angesagten „Trocadero“-Ball. Dort trifft sie ausgerechnet auf jenen besagten Gefängnisdirektor und beginnt mit ihm ein kleines, harmloses Techtelmechtel. Fritz Sentheim gelingt derweil der Ausbruch aus dem Knast, und auf dem Ball, wohin es auch Sentheim mitsamt seiner Zeitungsbekanntschaft, der Gattin des Direktoren, drängt, treffen die beiden nicht zusammengehörenden Pärchen aufeinander. Sentheim erkennt, dass sein größtes (Ehe-)Glück doch an der Seite seiner holden Gattin liegt und verspricht ihr, um sich mit ihr zu versöhnen, nie mehr wieder einen Seitensprung zu wagen.

## Produktionsnotizen
Sein letzter Seitensprung entstand im Frühjahr 1918 im Meester-Film-Atelier in Berlins Blücherstraße 32, passierte im Mai desselben Jahres die Filmzensur und wurde noch im selben Monat in Berlins Mozartsaal uraufgeführt. Der Dreiakter besaß eine ursprüngliche Länge von 1171 Metern. Bei der Neuzensur 1921 wurde der Streifen unwesentlich auch 1153 Meter gekürzt.

## Kritiken
In Wiens Neue Kino-Rundschau heißt es: „Viggo Larsen läßt mit viel Charme seine oft bewunderte Mimik spielen. Bald ist er Gentleman erster Klasse, bald schmutzigster Schwindler und immer sind seine Figuren lebenswahr. Die Reie sorgt in bester Weise dafür, dass die Qualitäten dieses bedeutenden Künstlers entsprechend zur Geltung kommen. Die Handlung … ist sehr abwechslungsreich. Dekorationen und Photographie sind vorzüglich.“